# 209P/LINEAR üstökös

## Leírás
A 209P/LINEAR üstököst 2004. február 3-án fedezték fel.
Az ún. jupiteri üstökösök családjába tartozik, mivel a Naprendszer legnagyobb bolygója meghatározó erősséggel hat az üstökös pályájára.
Kevés ismerettel rendelkezünk róla - annyi bizonyos, hogy Nap körüli keringése során a 209P/LINEAR üstökös a pályáját nagyon gyorsan, 5,1 év alatt teszi meg, ezzel azon 400 ismert Jupiter-üstökös közé tartozik, amelyek kevesebb, mint 20 év alatt érnek körbe keringési pályájukon.
2014. május 24-én, közép-európai idő (CET) szerint a délelőtti órákban keresztezi a Föld az üstökös keringési pályáját, aminek következtében erős meteorzápor várható a 23-25-i éjszakákon.

## Külső hivatkozás
- Az üstökös és az általa előidézett meteorraj leírása.
- Az üstökösről bővebben angolul.